# Melissa Venturini
Melissa Venturini (22 giugno 1994) è una calciatrice italiana, di ruolo difensore.

## Carriera
Melissa Venturini milita in diverse squadre di calcio femminile scalando i diversi livelli del campionato italiano femminile di calcio, tra le quali una stagione al Versilia 2008 in Serie D, una stagione al Forte dei Marmi in Serie C, per poi sottoscrivere nell'estate 2011 un contratto con il Castelfranco, società con sede a Castelfranco di Sotto, provincia di Pisa. Con le gialloblu giocò gli ultimi due anni nel secondo livello del campionato italiano femminile di calcio, prima nella Serie A2 nell'ultimo anno del campionato, il 2012-2013, sostituito nel successivo dalla Serie B (2013-2014).
Durante il calciomercato estivo 2014 coglie l'opportunità datale dal Firenze che, grazie all'accordo con il Castelfranco detentore del cartellino che la cede con la formula del prestito, per giocare il suo primo campionato di Serie A. Nella stagione 2014-2015 fa il suo esordio in Serie A il 1º novembre, alla 4ª partita del girone d'andata, nell'incontro vinto fuori casa per 2-0 sulle avversarie del San Zaccaria. In tutto viene impiegata in 14 occasioni, siglando la sua prima e unica rete il 29 marzo 2015 alla 21ª di campionato, quella del parziale 1-2 con la Res Roma, incontro poi terminato sul 2-2, e contribuendo a far raggiungere alla società il 4º posto in classifica.
Nell'estate 2015 nasce la Fiorentina Women's, sezione femminile dell'ACF Fiorentina, che rileva tradizioni sportive a parte dell'organico del Firenze. Venturini, sempre in prestito, è inserita in rosa con la nuova realtà societaria per la stagione 2015-2016, tuttavia stenta a trovare posto riuscendo a scendere in campo una sola volta in tutto il campionato, chiedendo di rientrare al Castelfranco a fine stagione.
Durante l'estate 2016 l'Empoli decide di istituire una sua sezione femminile rilevando la quota maggioritaria del Castelfranco e iscrivendo al suo posto per la stagione di Serie B 2016-2017 la squadra dell'Empoli Ladies che giocherà con simboli, maglie e colori sociali della squadra maschile. Venturini viene confermata anche dalla nuova realtà societaria condividendo con l'organico, largamente basato sulla squadra della stagione precedente, il campionato di vertice con le uniche avversarie in grado di alternarsi alla prima posizione, la Novese (ex Accademia Acqui), ma che alla fine vedranno le toscane conquistare la prima posizione e la promozione in Serie A.

## Palmarès
- Campionato italiano di Serie B: 1

Empoli: 2016-2017